# Elezioni parlamentari in Angola del 2022
Le elezioni parlamentari in Angola del 2022 si sono tenute il 24 agosto per il rinnovo dell'Assemblea nazionale e, conseguentemente a queste, per la nomina indiretta del Presidente dell'Angola. 
Esse hanno visto la riconferma, seppur con un margine molto ridotto rispetto alle ultime elezioni del Presidente João Lourenço, del partito MPLA.

## Sistema elettorale
Per le elezioni parlamentari, la legge elettorale angolana prevede l’applicazione di un sistema proporzionale, ma in due diverse modalità. Difatti:
- 90 seggi sono eletti in 18 collegi plurinominali da cinque seggi ciascuno, secondo il metodo d'Hondt;
- I restanti 130 seggi, invece, sono eletti secondo il sistema proporzionale puro a lista chiusa di partito, proporzionalmente ai risultati nazionali, in un collegio unico nazionale.[2]

Tali elezioni, oltre a determinare la composizione del parlamento, sono altresì fondamentali per l’elezione della Presidenza, con ruoli sia di capo di stato che di capo di governo, poiché il leader di partito (da riportare chiaramente sulla scheda) è eletto nello stesso momento delle elezioni parlamentari, secondo il sistema maggioritario secco.

## Risultati
| Movimento Popolare di Liberazione dell'Angola          | 3 209 429  | 51,17 | 124 |  |  |  |
| Unione Nazionale per l'Indipendenza Totale dell'Angola | 2 756 786  | 43,95 | 90  |  |  |  |
| Partito del Rinnovamento Sociale                       | 71 351     | 1,14  | 2   |  |  |  |
| Fronte Nazionale di Liberazione dell'Angola            | 66 337     | 1,06  | 2   |  |  |  |
| Partito Umanista dell'Angola                           | 63 749     | 1,02  | 2   |  |  |  |
| Convergenza Ampia di Salvezza dell'Angola              | 47 446     | 0,76  | –   |  |  |  |
| Alleanza Patriottica Nazionale                         | 30 139     | 0,48  | –   |  |  |  |
| Partito Nazionalista per la Giustizia in Angola        | 26 867     | 0,43  | –   |  |  |  |
| Totale                                                 | 6 272 104  | 100   | 220 |  |  |  |
|                                                        |            |       |     |  |  |  |
| Schede bianche                                         | 107 746    | 1,67  |     |  |  |  |
| Schede nulle                                           | 74 259     | 1,15  |     |  |  |  |
| Votanti                                                | 6 454 109  | 44,82 |     |  |  |  |
| Elettori                                               | 14 399 391 |       |     |  |  |  |

| Riepilogo dei seggi (+/- elezioni 2017) | Riepilogo dei seggi (+/- elezioni 2017) | Riepilogo dei seggi (+/- elezioni 2017) | Riepilogo dei seggi (+/- elezioni 2017) | Riepilogo dei seggi (+/- elezioni 2017) | Riepilogo dei seggi (+/- elezioni 2017) | Riepilogo dei seggi (+/- elezioni 2017) |
| --------------------------------------- | --------------------------------------- | --------------------------------------- | --------------------------------------- | --------------------------------------- | --------------------------------------- | --------------------------------------- |
|                                         |                                         |                                         |                                         |                                         |                                         |                                         |
| MPLA                                    | 124                                     | ▼ 26                                    |                                         | PHA                                     | 2                                       | Nuovo                                   |
| PRS                                     | 2                                       | ━                                       |                                         | UNITA                                   | 90                                      | ▲ 39                                    |
| FNLA                                    | 2                                       | ▲ 1                                     |                                         |                                         |                                         |                                         |